# Grigore Brâncuș
Grigore Brâncuș (n. 20 martie 1929, Peștișani, județul Gorj – d. 2 aprilie 2022, București) a fost un lingvist român, membru al Academiei Române.

## Biografie
A fost licențiat al Facultății de Filologie din București (1953), doctor în filologie (1968) și profesor la Catedra de limba română a Universității din București.

## Volume
- B. P. Hasdeu (1972)
- Vocabularul autohton al limbii române (1983)
- Cercetări asupra fondului traco-dac al limbii române (1995); reed. 2009
- Limba română. Modele de analiză gramaticală (1996)
- Gramatica limbii române. Morfologia, în colaborare (1998)
- Concordanțe lingvistice româno-albaneze (1999)
- Introducere în istoria limbii române (2002)
- Istoria cuvintelor. Unitate de limbă și cultură românească (2004)
- Studii de istorie a limbii române (2007)
- Expresie populară în ciclul „La Lilieci” de Marin Sorescu (2014)

## Ediții
- B. P. Hasdeu, Etymologicum Magnum Romaniae, vol. I-III (1972-1976)
- B. P. Hasdeu, Istoria critică a românilor (1984), reed. 1999
- B. P. Hasdeu, Studii de lingvistică și filologie, vol. I-II (1988)
- I-A. Candrea, Ovid Densusianu, Dicționarul etimologic al limbii române. Elementele latine (2006)
- B. P. Hasdeu, Perit-au dacii? , (2009)

## Afilieri
- Membru corespondent (din 2006) și apoi titular (din 2011) al Academiei Române.[4]

## Distincții primite
- Ordinul Național "Steaua României" în grad de Cavaler, 1 decembrie 2017[5]